# ファイテンション☆スクール
『ファイテンション☆スクール』は、2007年7月7日から2008年3月29日まで、テレビ東京系およびBSジャパン他（BSジャパンとTVQ九州放送は時差放送）にて毎週土曜日7:00 - 7:30に放送された子供向け番組。2007年3月までテレビ東京系列にて放送されていた子供向け番組『ファイテンション☆デパート』の続編にあたる。略称ファイスク・ファイ☆スク等。

## 概要
短編アニメと子供向けバラエティコーナーを組み合わせた、アニメコンプレックス・バラエティ番組。タイトルの「ファイテンション」とは、「ハイテンション」を超えた高揚状態、という意味の造語である。
番組は基本的に4:3比率で制作されている。ただし、前作が純粋な4:3の映像だったのに対し、こちらの場合、地上デジタル・BSデジタル放送では作品画面外の両サイドに番組の情報（作品タイトル・サブタイトル・キャラクター紹介・小ネタ・ツッコミなど）が随時表示される。
バラエティパートでは、前作『〜デパート』ではCGをバックに展開したが、こちらではホワイトバックの背景で机が並んでいる。
地上波のみ、字幕放送対応となっているが、アニメの場合、字幕表示をONにしても出てこない。バラエティコーナーのみ字幕が出てくる（表示をONにしなくてもよい）。

## 出演
堀内健（ネプチューン）
1969年11月28日生まれ　B型
ファイテンション☆ティーチャーとして出演。『ファイテンション☆デパート』から継続しての出演。
飯塚朗
2000年3月17日生まれ
金子青空
1997年8月31日生まれ
鈴木純一朗
1998年6月1日生まれ
前原生奈
1997年5月2日生まれ
ナディーム・音澄真（オスマン）
1998年10月21日生まれ
水本凜
1998年1月11日生まれ
ファイテンション☆キッズとして出演。（参考:ファイテンション☆スクールらいふ/リイド社）
サラム・ジャーニュ
21回より転校してきた留学生。自称10歳だがどう見ても大人の黒人男性。ソフトバンクのCMに出ていた過去があり、第3クールは1月5日のファイテンション大喜利で一週休んだ。

## 短編アニメ

### 第1クール目で終了した短編アニメ
ぷっぷくびーつ
DJ少年が「お母さんラップ」または「お父さんラップ」を歌う。べんぴねこ制作。全13回で終了。

### 第2クール目で終了した短編アニメ
先生のチョンマゲ アッパレひでよしくん
原作は「先生のチョンマゲ 戦国学童日記」（『コミック乱ツインズ』連載、リイド社刊）毎回、歴史上のいろんなキャラが出てくるアニメ。べんぴねこ制作。全13回で終了。
ピテカント
青池良輔製作のアニメ。天才原始人のピテカントが毎回いろんな方法で獲物を捕らえようとするが…全13回で終了。
ネコべん
武藤健司製作のアニメで、『本マグロトロ太郎』と交互に放送。猫の弁士が言葉を解りやすく解説をしてくれる。全7回で終了。

### 第3クール目（最終クール）で終了した短編アニメ
番組の最終回に関わらず次回予告をした『本マグロトロ太郎』と唯一2話完結をした『はなけろ』を除いて一話完結のため、一旦、はなけろを含め完結している。だが、人気が高い作品はファイテンション☆テレビでも続編が放送される事となった。
はなけろ -虹の国のシエル姫-
(mick box)
1クール目の副題は「ペンペン村のまごころ屋」だったが、ストーリーが大きな転機を迎えたため、2クール目から副題が「くるりん島のなかまたち」に変更されている。3クール目は「虹の国のシエル姫」になった。
格言！かくざ父さん
（すなふえ）
実際の角砂糖を使用したアニメ。毎回、娘の糖子が婚約者を紹介するという構成になっている。全編の声を坂本頼光が担当する。
第3クールは格言にちなんだコントを行う「格言！かくざ父さん」に変更される。
ちょぼっと☆ちょボット
（春日森春木（企画:サンリオ/Yahoo! JAPAN））
Yahoo! きっずのCMから昇格。2007年10月26日に発売されたケロケロエース創刊号から「くるくる☆ちょボット」が連載開始。
第2クールから監督がoloから春日森春木に代わっている。
はなけろがゲスト出演した事があった。ちびゾゥが色の抜けたスナギモさんを王子と間違えてつれていくという物。
シコロボ
（ピーター・シュルツ）
フリーゲーム「SUMOTORI DREAMS」の映像化。
シコをとるロボでシコロボ。しかし作中で四股は踏まない。
シコロボには何種類かがある。
2クールのみ土俵ではなくプールを舞台にした回もあった。基本的に倒れたり転げ回ったりするのみでまともに相撲は取らない。
各エピソードのサブタイトルは「機動戦士ガンダム」のパロディである。
進め!!土管くん
（蛙男商会）
蛙男商会製作の『電脳戦士 土管くん』の続編。第2クールからは、『土管くん 何かの絵描き歌』のみとなり、第3クールでは、『教えて!土管くん』として『本マグロトロ太郎』と入れ替えで放送されるようになった。
ピーターはパパに「ゲンタ」と呼ばれることが多い。
筋肉学園
(Sony Creative Products Inc.)
登場人物は、マッチョコ先生・イケめん・セクしいたけ・おしりプリプリン・俺ンコン（おれんこん）・Fカップアイス。
第2クールより。オープニングに相当する歌として登場。エンディングにも登場する。
登場キャラクターの一人、「イケめん」は初回ではかつらが取れ、はげ頭が出ていたが、2回目以降からモザイクと消去がかかっている。
登場キャラクターの一人、「セクしいたけ」はパンチラ厳禁のテレビ東京のアニメ作品にも関わらず、常時パンチラをしている。
Sonyから主題歌（筋肉ダンスDEまっちょっちょ/嗚呼 筋肉学園!）のCDが発売されている（CDを参照）。
バイキンくん
（シラサキカズマ）
一時期流行した、バイキンくんが主役のアニメ。作者は『ウゴウゴルーガ』内のアニメ『ミカンせいじん』の生みの親で、現在も当番組に似たフジテレビのflash動画アニメサイト少年タケシで『ミカンせいじんグリル』を週1で連載している白佐木和馬である。
おしゃべりなちゅどんズ
（ホンゴウジュン/Wiz/べんぴねこ）
植物の問題を解決するアニメ。植物の持ち主の問題を解決する場合もある。
植物を育てる手助けをするグッズが発売されている。アニメと違い、なちゅどん達の顔は、みかんなちゅどんの顔に統一されている。ちなみに第27回ではたむらけんじに似た標識が登場した。第3クール目からライバルのなちゅどろんズが登場。
本マグロトロ太郎
（サンプラザ中野くん/春日森春木）
サンプラザ中野くん考案のキャラクターを主人公にした作品。原案・監督・脚本・キャラクターデザイン・声の出演・エンディング・テーマも中野が作曲から詩まで手がけている。タイトルロゴは『ど根性ガエル』のパロディ。また、本編中にも梅さんと思われる人影が登場した。全13回で終了したと見せかけて2クール目より隔週で放送。
なお、放送当時は改名前だったが、改名より前から「サンプラザ中野くん」とクレジットされている。
『ファイテンション☆スクールらいふ』（リイド社）に、主題歌の3番・4番と思われる歌詞が掲載されているが、テレビで放送されてはいない。
ピン子の秘伝カリー
（くろやなぎてっぺい）
第3クールより。変なしりとりの歌を歌って展開する。歌詞は一見カレーの作り方について歌っているようだが実は大して関係がない。
プープーキッズ
（春日森春木）
第3クールより。おならでクールにイタズラをする。
なちゅどんズがゲスト主演した事もある。仕事をしようとしたらおなら攻撃の犠牲者に。
レオナルド博士とキリン村のなかまたち
（べんぴねこ/FROGMAN）
第3クールより。トイザらスのCMから起用されたアニメ。村の悩みを熊のレオナルド博士に相談する。べんぴねこ製作だが、レオナルド博士はFROGMANがデザイン。
なお、レオナルド博士はFROGMANが製作した秘密結社鷹の爪にも出演（元々、鷹の爪のキャラクターであるが）。

## ハプニング
- 1度だけ飯塚朗だけがモザイクになった。
- 第9回の放送では堀内健が歌手の秋川雅史（あきかわ まさふみ）の事をあきかわ まさしと言い間違える。
- 第26回（大晦日放送）では「どんぐりころころ」の最初の部分は「♪どんぐりころころどんぶりこ」なのにも関わらず、「♪どんぐりころころどんぐりこ」と「ぶ」を「ぐ」と書いてあり、文字テロップと出演者が言い間違うハプニングがあった。
- 毎回、ファイテンション☆スクールの地上デジタル放送の電子番組情報の、エンディング部分で、「米米CLUB」が「米米CULB」になっている。

## 主題歌
- 第1クール・オープニング『BINGO!』

歌：AKB48、作詞：秋元康、作曲：成瀬英樹、編曲：大内哲也、レーベル：DefSTAR Records
- 第2、3クール・オープニング『嗚呼 筋肉学園!』

歌：ジェームス小野田 from 米米CLUB、レーベル:ソニー・クリエイティブプロダクツ
- 第1クール・エンディング『蛍火』

歌：RYTHEM、レーベル：Sony Music Associated Records
- 第2、3クール・エンディング『筋肉ダンスDEまっちょっちょ』

歌：ジェームス小野田 from 米米CLUB、レーベル:ソニー・クリエイティブプロダクツ

## 関連書籍
- こんな学校ありえな〜い!! ファイテンション☆スクールらいふ（ムック パーフェクト メモワール）（800円/リイド社）
- 先生のチョンマゲ 戦国学童日記（『コミック乱ツインズ』にて連載中）
- こんな学校ありえな〜い!! ファイテンション☆スクールらいふ2（ムック パーフェクト メモワール）（980円/リイド社）

## CD
- 筋肉ダンスDEまっちょっちょ/嗚呼 筋肉学園!（歌/ジェームス小野田with筋肉楽団）

## CM
- かくざ父さんのキャラクターによる三井製糖のCMが放送されている。
- 前作と違い、ブロッコリー、avex等がスポンサーを降板しており、SonyMusic、WiZ（ウィズランド）等が新たにスポンサーについている。

## グッズ

### 通常販売
- はなけろ
  - はなけろぬいぐるみ
  - ちびゾウぬいぐるみ
  - ケロン姫ぬいぐるみ（DLE）
  - はなけろぬいぐるみ(大)（DLE）
  - はなけろ　ジグソーパズル（DLE）
  - 角めんこ(8枚セット)はなけろセット（DLE）

- 本マグロトロ太郎
  - トロ太郎ぬいぐるみ（DLE）

- 進め!!土管くん
  - 土管くんぬいぐるみ（キューブ）
  - キーチェーン（キューブ）
  - 進め!!土管くん　ジグソーパズル（DLE）
  - 角めんこ（8枚セット）土管くん（DLE）

- 格言!かくざ父さん
  - かくざ父さんぬいぐるみ（キューブ）
  - キーチェーン（キューブ）

- おしゃべりなちゅどんズ
  - おしゃべりなちゅどん
    - みかんなちゅどん
    - いちごなちゅどん
    - くりなちゅどん
    - まめなちゅどん（Wiz）

  - なちゅどんズキーチェーン(DLE/高さ13cm)

- シコロボ
  - シコロボ　ジグソーパズル（DLE）
  - シコロボ　CAM-10（キューブ）

- レオナルド博士とキリン村のなかまたち
  - クリアファイル（DLE）
  - トイザらス限定　BE＠RBRICK　レオナルド博士とキリン村のなかまたち（トイザらス）

- 筋肉学園
  - 筋肉ダンスDEまっちょっちょ＆嗚呼 筋肉学園!/Sony Records/SRCL-6725/CD

- プープーキッズ
  - オナラしちゃうぬいぐるみ プープーキッズ
    - ウーピー
    - ゲーリー
    - ガス（DLE）

  - プープーキッズクッション（DLE）

- ファイテンション☆スクール　全短編アニメ関連
  - めんこ　丸めんこ（10枚セット）（DLE）

※めんこ以外は日本トイザらスで発売中。

### 非売品グッズ
- ファイテンション☆スクールステッカー
  - 『大乱闘スマッシュブラザーズX』を日本トイザらスで予約するともらえる特典。

- SPECIALファイテンションキャラシール全30体
  - リイド社・ファイテンション☆スクールらいふ2（関連書参照）を購入すると付いてくるシール。

## 放送局
| 放送対象地域   | 放送局                | 系列           | 放送日時           | 備考                                              |
| -------------- | --------------------- | -------------- | ------------------ | ------------------------------------------------- |
| 関東広域圏     | テレビ東京 （制作局） | テレビ東京系列 | 土曜 7:00 - 7:30   | 同時ネット                                        |
| 北海道         | テレビ北海道          | テレビ東京系列 | 土曜 7:00 - 7:30   | 同時ネット                                        |
| 愛知県         | テレビ愛知            | テレビ東京系列 | 土曜 7:00 - 7:30   | 同時ネット                                        |
| 大阪府         | テレビ大阪            | テレビ東京系列 | 土曜 7:00 - 7:30   | 同時ネット                                        |
| 岡山県・香川県 | テレビせとうち        | テレビ東京系列 | 土曜 7:00 - 7:30   | 同時ネット                                        |
| 福岡県         | TVQ九州放送           | テレビ東京系列 | 火曜 7:30 - 8:00   | 3日遅れ、字幕放送実施なし                         |
| 全国           | BSジャパン            | BSデジタル     | 土曜 18:30 - 19:00 | 7日遅れ、字幕放送実施なし                         |
| 全国           | BSイレブン            | BSデジタル     | 土曜 0:30 - 1:00   | 2011年1月8日放送開始 DLE HOUR枠内 第2回以降を放送 |